# Блим
Блим (англ. The Blip), Децимація (англ. the Decimation), або Клац (англ. the Snap) — вигадана подія у Кіновсесвіті Marvel, внаслідок якої половина життя у Всесвіті була знищена клацанням пальців Таноса та через п'ять років повернена Брюсом Беннером за допомогою Каменів Вічності, древніх космічних артефактів, у яких зосереджені фундаментальні сили світу. Живі істоти перетворилися на пил, а згодом повернулися у тому ж вигляді, що й раніше, на тому ж самому місці, або в іншому більш безпечному.
Блим вперше показали у фільмі «Месники: Війна нескінченності» (2018), далі фігурував у фільмах «Людина-мураха та Оса» (2018; післятитрова сцена), «Капітан Марвел» (2019; післятитрова сцена), «Месники: Завершення» (2019), «Людина-павук: Далеко від дому» (2019), телесеріалах «ВандаВіжен» (2021) і «Сокіл та Зимовий солдат» (2021). Ця подія та її наслідки будуть показані у майбутніх проєктах КВМ.
За словами Кевіна Файґі, Блим є вирішальним чинником, що вплинув на графік КВМ, яким колись була Битва за Нью-Йорк у третьому акті «Месників» (2012). Наслідки були зображені як комічно, так і драматично, говорячи про молодших братів і сестер, що стали старшими, або про безвихідь та руйнування долі багатьох людей, які втратили близьких за період відсутности, своє майно і положення в суспільстві. Загалом геополітична ситуація зазнала катастрофічних змін, багато держав не можуть справитися з хаосом, спричиненого поверненням половини населення.
Блим став частиною популярної культури і привернув увагу науковців щодо правильности дій Таноса й Месників. Подія надихнула адміністраторів Reddit на блокування половини користувачів (найбільше в історії сайту), серед яких був і Ентоні Руссо, режисер «Війни нескінченности». Вигаданий Блим порівнюють з реальною пандемією коронавірусу, що також спричинила економічну кризу і високу людську смертність.

## Визначення
Після виходу фільму «Месники: Війна нескінченности» серед шанувальників подія отримала назву «Клац» (англ. the Snap), або «Клацання» (англ. the Snappening). Письменник Брендон Т. Снайдер у своєму тай-ін-романі «Космічне завдання. Том другий: Наслідки» (англ. Marvel's Avengers: Infinity War: The Cosmic Quest Volume Two: Aftermath) використав слово «Децимація» (англ. the Decimation), проте воно не застосовується в інших медіа.
Подія названа «Блимом» (англ. the Blip) у «Людині-павук: Далеко від дому», за словами Кевіна Файґі, позначає клацання пальців Брюса Беннера, а «Клац» відноситься саме до дій Таноса. Однак, у серіалах для Disney+ обидві події та п'ять років між ними разом згадуються як Блим. Для людей, що зникли й згодом повернулися, цей проміжок часу дійсно був «блимом» очей.

## Появи

### Кіно
У фільмі «Месники: Війна нескінченности» Танос і його військо подорожують Всесвітом з ціллю заволодіти шістьма Каменями Вічности. Для цього гном Ейтрі створює рукавицю, яка б змогла стримати сили артефактів. Танос прагне використати їх, щоб знищити половину всього життя, адже раніше його рідна планета занепала саме через перенаселення і брак ресурсів. Йому вдається здійснити свій план наприкінці фільму у Ваканді, Африка. Опісля показана смерть багатьох героїв, які перетворюються на пил. Серед них: Бакі Барнс, Т'Чалла / Чорна пантера, Ґрут, Ванда Максимова, Сем Вілсон / Сокіл, Мантіс, Дрекс, Пітер Квілл / Зоряний лицар, Доктор Стівен Стрендж і Пітер Паркер / Людина-павук. У сцені після титрів також зникають Марія Гілл та Нік Ф'юрі. Брати Руссо підтвердили, що Сіф та Бетті Росс теж зазнали впливу клацання Таноса, хоч цього і не було показано у стрічці.
У післятитровій сцені «Людини-мурахи та Оси» під час експерименту зникають Генк Пім, Джанет і Гоуп ван Дайн, залишивши Скотта Ленґа у квантовому вимірі. У сцені після титрів «Капітан Марвел» Керол Денверс прибуває до штабу Месників на сигнал пейджера Ніка Ф'юрі.
У фільмі «Месники: Завершення» продемонстроване зникнення сім'ї Клінта Бартона / Соколиного ока (дружина Лаура, донька Ліла, сини Купер і Натаніель). На екранах серед стертих зазначені Ерік Селвіґ, Шурі, Джейн Фостер та Шерон Картер. Через 22 дні після Клацу частина героїв, що вижили, вирушає на планету, де залишився Танос. Вони дізнаються, що божевільний титан знищив Камені, а тому його вчинок став невідворотним.
Через п'ять років людство все ще оговтується після катастрофічних наслідків зникнення половини населення. Багато колись великих міст, як-от Нью-Йорк чи Сан-Франциско, стали занедбаними. Акцент зроблений на новому житті земних героїв. Так Клінт Бартон став Роніном та карав злочинців в усьому світі, яким вдалося пережити Блим. Стів Роджерс / Капітан Америка організовує сеанси реабілітації для тих, хто втратив багатьох близьких. Тор живе у Новому Асґарді, не може пробачити собі того, що не зміг зупинити Таноса, впадає в депресію, подавлюючи її їжею та алкоголем. Керол Денверс також говорить, що глобальний хаос охопив весь безкрайній простір космосу.
У 2023 році випадковим чином Скотт Ленґ повертається з квантовому виміру, проте поки на Землі минуло п'ять років, для нього лише кілька годин. У Сан-Франциско він бачить меморіал пам'яті усіх загиблих, у списку яких знаходить і своє ім'я. Далі Скотт зустрічає свою доньку, яка вже стала підлітком. Він повідомляє Месникам, що квантовий вимір може бути ключем до маніпуляцій із часом. Вони вивчають природу часових мандрівок та виявляють, що запобігти клацу Таноса неможливо, проте можна викрасти Камені з альтернативного всесвіту. Після повернення в сьогодення Єнот Ракета, Тоні Старк / Залізна людина і Брюс Беннер / Галк, використовуючи нанотехнології, будують нову рукавицю. Повернути усіх загиблих наважується Беннер, адже здатен поглинути частину гамма-радіації. Далі Месники та всі їхні союзники перемагають армію альтернативної версії Таноса, проте ціною життя Тоні Старка.
На початку «Людини-павука: Далеко від дому» Блим обговорюється у шкільних новинах, де вперше згадується під цією назвою. Футаж демонструє появу зниклих баскетбольних гравців посеред гри. Багато дітей тепер знаходяться в різних класах, хоча народилися того ж року. Старші брати й сестри після повернення стали навпаки молодшими. Також розкривається, що серед «блимнутих» Мей Паркер, однокласники Пітера Паркера Нед Літс, Мішель Джонсон, Флеш Томпсон, Бетті Брант і Джейсон Іонелло. Дружина їхнього класного керівника Роджера Геррінгтона використала Блим, щоб назватися мертвою і покинути чоловіка. Квентін Бек розповідає, що кілька колосальних сплесків енергії від Каменів Вічности призвели до розлому між всесвітами, а він прибув для боротьби з цим. Згодом виявляється, що Бек використовував технології проєкції, аби отримати доступ до технологій Старка і стати визнаним героєм, маніпулюючи брехливими фактами.
Під час вірусної маркетингової кампанії випуску фільму на домашніх носіях реальна версія вигаданого видання TheDailyBugle.net повідомляла про людей, які потрапили у небезпечні ситуації, коли були повернені до життя. Це суперечило подальшій заяві Кевіна Файґі, що Брюс Беннер попіклувався, аби всі опинилися у безпечних місцях(Деякі не у відповідному місці зникли, і ті постраждали коли повернулися наприклад розбилися, застрягли і навіть довелося витягувати хірургічним шляхом). Тому згодом сайт заявив, що отримані скарги виявилися фейковими.
У «Шан-Чі та легенда десяти кілець» обговорюється блим, а в Сан-Франциско можна побачити листівки щодо гарячої лінії для тих, хто страждає від «тривоги після блиму».
У «Вічних» Аяк розкриває, що блим затримав наступ Явлення на п'ять років, оскільки вдвічі скоротив населення Землі від необхідного рівня, необхідного для виникнення Явлення. З'являється реклама Глобальної ради з репатріації (GRC).
У сцені в середині титрів у фільмі «Людина-павук: Додому шляху нема» бармен пояснює Едді Броку та Веному, переміщеному в Кіновсесвіт Marvel, як його сім’я зникла на п’ять років через блим.

### Телесеріали
Першочергово Блим планували показати у фіналі серіалу «Агенти Щ.И.Т.», пояснивши, що децимація відбулася саме тоді, коли команда головних героїв знаходилася у квантовому вимірі з метою повернутися у свою часову лінію, тому вони й пережили дії Таноса. Проте в епізоді не згадуються жодні події «Війни нескінченности» чи «Завершення».
На початку четвертого епізоду «ВандаВіжен» показано, як Моніка Рамбо повертається до життя у лікарській палаті, бачить навколишній хаос і дізнається, що її мати Марія загинула три роки тому. У цій же серії Дарсі Льюїс, побачивши на екрані телевізора Віжена, говорить «Він ж мертвий, так? Не блимнутий. Мертвий». Сценаристи й продюсери довго обговорювали яке місце обрати для демонстрації повернення зниклих людей, проте все ж дійшли до лікарні як цікавого місця, аби показати розгубленість і катастрофічність цієї події. Таке зображення дещо відрізняється від комедійнішого тону «Людини-павука: Далеко від дому».
Сюжет серіалу «Сокіл та Зимовий солдат» демонструє, що Блим спричинив глобальний хаос, а поверненим людям допомагає Глобальна рада репатріації (ГРР). Частина населення вдячна Месникам за цей вчинок, інші ж обурені таким свавіллям, як-от терористична організація «Руйнівники Прапорів», що прагне досягти єдиного світового уряду. Їм було до вподоби жити до Блиму, коли державні кордони не були захищені.
У серіалі «Гакай», дія якого відбувається більше аніж через рік після блиму, фраза «Танос мав рацію» можна побачити на кухлі кави та графіті в Нью-Йорку. Подію згадує Кейт Бішоп, коли вона робить висновок, що Клінт Бартон був Роніном. У серіалі показано, що Єлена Бєлова / Чорна вдова померла під час блиму, а Мая Лопез / Ехо та її батько Вільям пережили блим, проте Вільям пізніше загинув під час нападу за сприяння їх роботодавця Вілсона Фіска / Кінґпіна. П'ятий епізод «Гакая», «Ронін», був першим медіа КВМ, який показав блим з точки зору людини, яка не пережила блим, причому Бєлова, здавалося, майже миттєво розпадається, а потім знову з'являється, а кімната навколо неї змінюється, щоб показати раптовий прохід п'яти років.
Показано, що блим не відбувається в альтернативних усесвітах, зображених у телесеріалі «А що як...?». В епізоді «А що як... Т'Чалла став би Зоряним Лицарем?» Т'Чалла переконує Таноса відмовитися від своїх планів стерти половину життя у всесвіті. У «А що як... Зомбі?!», Танос прибуває на Землю, отримавши більшість Каменів Вічности, але заражається квантовим вірусом і перетворюється на зомбі. У «А що як... Альтрон переміг би?», Танос прибуває на Землю, щоб отримати Камінь Розуму, зібравши інші Камені Вічности, але його швидко вбиває Альтрон, який забирає Камені собі і збирається вбити все живе в мультивсесвіті.

## Відомі постраждалі
Зусиллями Таноса була знищена половина всіх живих істот у Всесвіті. Серед відомих персонажів:
- Джеймс Барнс
- Лора Бартон
- Купер Бартон
- Ліла Бартон
- Натаніель Бартон
- Бетті Брант
- Джанет ван Дайн
- Гоуп ван Дайн
- Сем Вілсон / Сокіл
- Марія Гілл
- Ґрут
- Мішель Джонсон
- Дрекс
- Джейсон Іонелло[A 2]
- Пітер Квілл / Зоряний лицар
- Нед Літс
- Ванда Максимова / Багряна відьма
- Мантіс
- Вілфред Найґел[A 3]
- Мей Паркер
- Пітер Паркер / Людина-павук
- Генк Пім
- Моніка Рамбо
- Бетті Росс
- Ерік Селвіґ
- Сіф
- Доктор Стрендж
- Флеш Томпсон
- Т'Чалла / Чорна пантера
- Джейн Фостер
- Нік Ф'юрі
- Шурі
- Єлена Белова

## У коміксах

Клацання Таноса в коміксі «Рукавиця нескінченності» (1991)

Серія коміксів «Рукавиця нескінченности» (англ. The Infinity Gauntlet), видана Marvel Comics у 1991 році, є джерелом натхнення творців фільму і теж містила клац Таноса. Тут він це робить, щоб вразити Володарку Смерть (фізичне втілення Смерти у всесвіті Marvel), довівши свою безкрайню любов до неї. Для цього він також використовує попередньо зібрані Камені Вічности. Для земних та іншопланетних героїв ця подія є раптовою і зовсім непередбачуваною. Згодом вони об'єднуються в бою із Таносом, а Небула й Адам Ворлок швидко скасовують зникнення половини життя. Ворлок доводить, що божевільний титан завжди дозволяв перемогти його в бою, адже розумів, що не гідний володіти такою силою. Далі він приєднується до команди Дозору Вічности, яка вирішує різні космічні проблеми.
На відміну від КВМ-версії, коміксний Блим не має таких катастрофічних наслідків. Також Камені Вічности не зникають, а продовжують фігурувати у наступних сюжетах коміксів Marvel.

## Сприйняття
Введення Блиму загалом викликало позитивні відгуки критики й глядачів, що вбачають в ньому ефективний сюжетний інструмент для майбутніх проєктів КВМ.
Зображення Блиму у «Месниках: Війна нескінченности» одразу стало інтернет-мемом, як і слова Пітера Паркера перед перетворенням на пил. Був створений вебсайт DidThanosKillMe, що за IP-адресою випадково визначає, зміг би користувач пристрою пережити клац Таноса.
Фільм також породив сабреддіт /r/thanosdidnothingwrong, де один з користувачів запропонував випадково заблокувати половину підписників, коли їх було 20 000. Адміністратори сайту і самі користувачі дали згоду на таку подію. Це привернуло увагу 700 000 людей, що примкнули до заходу, серед яких були й брати Руссо, режисери «Месників: Війна нескінченности». Подія названа найбільшим баном в історії Reddit. «Інтернет-Блим» відбувся 9 липня 2018 року. За хвилею блокувань спостерігали 60 000 глядачів на платформі Twitch. Вилучені люди потрапили до окремого сабреддіту /r/inthesoulstone. Один із користувачів, що брав участь у заході, описав його як «втілення духу Інтернету», коли люди «масово об'єднуються навколо чогось відносно безглуздого, але певним чином надзвичайно чудового й веселого». Ендрю Тігані зі Screen Rant сказав, що це продемонструвало «наскільки фільм вже вплинув на поп-культуру. Це також свідчить про те, якою цінною може бути взаємодія шанувальників через соцмережі».
Кевін Файґі розповів про очевидні конотації між Блимом і всесвітньою пандемією COVID-19, що відбулася після виходу «Месників: Завершення». Він зазначав: «Коли ми почали потрапляти в глобальну пандемію в березні й квітні, ми почали проходити, свята скумбрія, Блим, цей універсальний досвід… Цей досвід, який торкнувся кожної людини на Землі, зараз є пряма паралель між тим, з чим стикалися люди, що живуть у КВМ, і тим, з чим зіткнулися всі ми у реальному світі».
При пошуковому запиті «Танос» у Google, поряд з карткою основної інформації знаходиться великоднє яйце — іконка Рукавиці нескінченности, яка дає змогу знищити половину результатів пошуку. При повторному натисканні вони повертаються за допомогою Каменя часу.

### Науковий аналіз
Мотивація, якою керувався Танос у кінострічці, була порівняна експертами з ідеями мальтузіанства, створеними вченим та економістом XIX століття на ім'я Томас Мальтус. У своїй праці «Дослід щодо закону народонаселення» (англ. An Essay on the Principle of Population) 1798 року він висунув теорію, що якщо населення неконтрольовано зростає значно швидше, ніж джерела їжі, це врешті-решт призведе до краху суспільства. Мальтус вважав, що суспільство може запровадити обмеження зростання населення, уникаючи катастрофічних наслідків.
Сучасні наукові експерти прокоментували, що гіпотетичний сценарій справжнього винищення половини всіх форм біологічних організмів негайно вплине на біорізноманіття Землі, наряду із масовим вимиранням. Це також негативно позначиться на види, чия популяція попередньо була низькою, і ті, що беруть участь у запиленні та виробництві харчових продуктів. Можливий навіть розпад певних екосистем. Щодо людей, усунення проблеми перенаселення призведе до зменшення викидів парникових газів зокрема, зміни клімату та глобального потепління. Через втрату мікроорганізмів (насамперед бактерій) в організмі людини, вона втратить від 1 до 3 фунтів (0,45–1,4 кг). Масове зникнення людей може спричинити низку побічних смертей, наприклад унаслідок транспортних аварій.